# Baduria
Baduria là một thành phố và khu đô thị của quận North Twentyfour Parganas thuộc bang Tây Bengal, Ấn Độ.

## Địa lý
Baduria có vị trí 22°44′B 88°47′Đ / 22,74°B 88,79°Đ Nó có độ cao trung bình là 8 mét (26 foot).

## Nhân khẩu
Theo điều tra dân số năm 2001 của Ấn Độ, Baduria có dân số 47.418 người. Phái nam chiếm 51% tổng số dân và phái nữ chiếm 49%. Baduria có tỷ lệ 67% biết đọc biết viết, cao hơn tỷ lệ trung bình toàn quốc là 59,5%: tỷ lệ cho phái nam là 72%, và tỷ lệ cho phái nữ là 61%. Tại Baduria, 13% dân số nhỏ hơn 6 tuổi.